# Symmetrix
Hệ thống lưu trữ Symmetrix là sản phẩm hệ thống lưu trữ tầm doanh nghiệp của công ty EMC Corporation. Xuất hiện từ năm 1990, Symmetrix đã trải qua nhiều thế hệ và thế hệ mới nhất là dòng Symmetrix V-Max ra đời tháng 4 năm 2009.

## Lịch sử
Tủ đĩa Symmetrix xuất hiện từ năm 1990 và được thiết kế là tủ đĩa lắp ngoài cho máy chủ IBM Mainframe. Các thế hệ Symmetrix tiếp theo bổ sung các chuẩn kết nối máy chủ khác nư ESCON, FICON, SCSI, FC và iSCSI. Đầu tiên, Symmetrix phổ biến ở các hãng hàng không và với các công ty sẵn sàng từ bỏ độ an toàn của các tủ đĩa IBM 3390 và sẵn sàng chịu rủi ro ở các tủ đĩa Symmetrix chưa được kiểm chứng.
EMC mở rộng sản phẩm hỗ trợ không chỉ mainframe và còn cả các hệ thống mở vào giữ thập kỷ 90 và bổ sung các tính năng như Nhân bản nội bộ (TimeFinder) và nhân bản ra xa (SRDF).

## Dòng Symmetrix V-Max
Hệ thống EMC Symmetrix V-Max là hệ thống lưu trữ cao cấp được thiết kế cho hệ thống mở và hệ thống mainframe. V-Max sử dụng kiến trúc Intel nhưng vẫn sử dụng cùng hệ điều hành Enginuity và được cung cấp với hai sản phẩm::
- Symmetrix V-Max đầy đủ với khả năng mở rộng không giới hạn
- Symmetrix V-Max SE với 1 engine duy nhất.

### Hệ thống Symmetrix V-Max
V-Max là hệ thống lưu trữ tầm cao, có khả năng mở rộng lớn gồm một tủ rack chứa hệ thống và nhiều tủ rack chứa đĩa cứng.
Hệ thống có thể mở rộng từ một engine V-Max với 1 tủ rack chứa đĩa tới tám engine và tối đa mười tủ rack chứa đĩa. Mỗi engine của V-Max chứa hai card điều khiển được lắp nhiều CPU xử lý, bộ nhớ đệm, cổng kết nối tới máy chủ và cổng kết nối tới khay đĩa. Dung lượng đĩa được bổ sung bằng các khay đĩa hoạt động ở chuẩn 4 Gbps.

### Hệ thống Symmetrix V-Max SE
Hệ thống Symmetrix V-Max SE là hệ thống một engine. V-Max SE sử dụng một tủ rack duy nhất cho cả hệ thống điều khiển và đĩa cứng.

## Dòng Symmetrix DMX
Dòng DMX được tung ra lần đầu tiên vào năm 2003. Hệ thống mới này thay thế hệ thống kết nối bằng dây trực tiếp trước đó bằng hệ thống mà các cấu phần được kết nối lẫn nhau. Tại thời điểm tung ra thị trường, EMC cung cấp cả hệ thống lưu trữ tầm cao có kiến trúc module đầu tiên: DMX800 cũng như hệ thống đóng DMX1000. Các phiên bản sau này của DMX được đặt tên là DMX2, DMX3 và DMX4.

## So sánh giữa các dòng
|                         | Symmetrix V-Max                              | Symmetrix V-Max SE                          | Symmetrix DMX-4                             | Symmetrix DMX-4 950                         |
| Số đĩa cứng tối đa      | 2400                                         | 360                                         | 2400                                        | 360                                         |
| Kiến trúc               | Virtual Matrix Architecture                  | Virtual Matrix Architecture                 | Direct Matrix Architecture                  | Direct Matrix Architecture                  |
| Số card tích hợp tối đa | 16                                           | 2                                           | N/A                                         | N/A                                         |
| Phương thức kết nối     | FC, FICON, Gigabit Ethernet, iSCSI           | FC, FICON, Gigabit Ethernet, iSCSI          | FC, FICON, ESCON, Gigabit Ethernet, iSCSI   | FC, Gigabit Ethernet, iSCSI                 |
| Số cổng tối đa          | Up to 128 ports depending on connection type | Up to 16 ports depending on connection type | Up to 64 ports depending on connection type | Up to 16 ports depending on connection type |
| Số cổng SRDF tối đa     | 32 (FC or GbE SRDF ports)                    | 4 (FC or GbE SRDF ports)                    | 8 (GbE SRDF ports)                          | 8 (GbE SRDF ports)                          |

## Hệ điều hành Enginuity
Enginuity™ là tên hệ điều hành lưu trữ điều khiển các cấu phần trong hệ thống lưu trữ Symmetrix của EMC. Hệ điều hành chyên biệt này được thiết kế tối ưu cho các tính năng về lưu trữ dữ liệu. Hệ điều hành sử dụng các sự kiện theo thời gian thực về đọc ghi dữ liệu và từ đó áp dụng các khả năng thông minh về tự tối ưu để mang lại hiệu suất, độ sẵn sàng và toàn vẹn dữ liệu cho các hệ thống lưu trữ tiên tiến của EMC.
Các cải tiến của Enginuity được mang tiếp sang các phiên bản tiếp theo. Vì vậy, tất cả các độ sẵn sàng, độ tin cậy, khả năng quản trị, hỗ trợ hệ điều hành và các tính năng phần mềm vẫn hoạt động hiệu quả và tích hợp trong suốt khi công nghệ phần cứng thay đổi.
Enginuity gồm bốn khai niệm chính:
- Cơ sở - đa nhiệm chủ động, thống nhất về vận hành và an ninh. Quản lý nhiều nguồn tài nguyên chung trên nhiều hệ thống Symmetrix, Enginuity cung cấp khả năng về an ninh sẵn có và bảo vệ ứng dụng không bị ảnh hưởng bởi các thay đổi về công nghệ.
- Tối đa hiệu suất và tốc độ. Sử dụng các thuật toán thông minh đã được cấp bản quyền để quản lý luồng dữ liệu trên nhiều kênh, bộ nhớ và đĩa cứng, Enginuity kiểm soát động các sự kiện trong các môi trường phức tạp và nhiều biến động để tối ưu hiệu suất ứng dụng với các tải biến động khác nhau.
- Độ sẵn sàng - Luôn có khả năng truy cập vào dữ liệu. Enginuity quản lý toàn vẹn dữ liệu thông qua dư thừa về phần cứng và phần mềm bao gồm bộ nhớ được ánh xạ và ứng dụng công nghệ RAID. Độ sẵn sàng và tin cạy còn được đảm bảo thông qua phân tích xu hướng, phát hiện lỗi sớm và tự động cô lập lỗi và chuyển lỗi khi lỗi được phát hiện.

- Tích hợp mở - Hỗ trợ nhiều hạ tầng, đảm bảo tương thích và bảo vệ đầu tư

EMC duy trì chương trình tương thích mạng lưu trữ đối với cả phần cứng và phần mềm. thêm vào đó, sử dụng các Giao diện lập trình ứng dụng (API) sẵn có và hỗ trợ các chuẩn SMI của ngành, các nhà phát triển phần mềm độc lập có thể khai thác các tính năng của Engunity trong phần mềm của mình.
Enginuity trên Symmetrix cung cấp nhiều mức bảo vệ RAID cũng như các bản sao dữ liệu nội tại trên cùng một tủ đĩa, hoặc ở xa trên các tủ đĩa Symmetrix khác bằng phần mềm SRDF. Một điểm quan trọng là Enginuity có thể kiểm soát độ toàn vẹn của các bản sao ở nhiều địa điểm khác nhau cho phép các ứng dụng có thể khai thác các bản sao cũng như đảm bảo độ an toàn và chính xác của dữ liệu khi có thảm họa ở bất kỳ địa điểm nào. Enginuity cũng cung cấp các khả năng như Phân tầng lưu trữ tự động hoàn toàn (FAST) và Cấp dung lượng ảo (Virtual provisioning).

## Phần mềm Symmetrix

### TimeFinder
TimeFinder là dòng sản phẩm nhân bản của EMC hoạt động trên một tủ đĩa cho phép tạo ra các bản sao tại một thời điểm và không ảnh hưởng tới hoạt động của ứng dụng. TimeFinder chạy trên hệ điều hành Enginuity nhưng được điều khiển bằng một máy chủ bên ngoài. TimeFinder có thể được quản lý thông qua giao diện dòng lệnh của Solutions Enabler hoặc giao diện đồ họa Symmetrix Management Console (SMC), EMC Control Center (ECC) hoặc Mainframe Enablers. TimeFinder bao gồm các sản phẩm sau:

#### TimeFinder/Mirror
TimeFinder/Mirror là sản phẩm TimeFinder đầu tiên và đã có mặt trên thị trường hơn 12 năm. Mirror cung cấp bản sao đầy đủ của dữ liệu gốc bằng ánh xạ sử dụng phần cứng. Ổ đĩa đích được gọi là BCV là ổ đĩa được gán đặc biệt trong cấu hình Symmetrix cho việc nhân bản một ổ đĩa gốc cụ thể. Khi dữ liệu được đồng nhất, BCV được tách ra khỏi mối liên hệ với dữ liệu gốc và có thể được gán lên máy chủ khác để sao lưu hoặc chạy ứng dụng khác. 

#### TimeFinder/Clone
TimeFinder/Clone cung cấp một hoặc nhiều bản sao đầy đủ tại một thời điểm. Dữ liệu đã được nhân bản đầy đủ sẽ có thể được máy chủ truy cập ngay lập tức ngay cả khi quá trình nhân bản chưa kết thúc. 

#### TimeFinder/Snap
TimeFinder/Snap cung cấp bản sao dạng con trỏ (pointer). Snap có khả năng tiết kiệm dung lượng cần thiết để tạo bản sao do chỉ dữ liệu thay đổi kể từ thời điểm tạo bản sao mới được lưu vào vùng lưu trữ bản sao. Dữ liệu được tái tạo bằng cách sử dụng dữ liệu gốc với dữ liệu chưa bị thay đổi kết hợp với dữ liệu tại vùng lưu trữ với dự liệu đã thay đổi. Từ một dữ liệu gốc, có thể tạo tới 128 bản sao snap

#### Nhóm đồng nhất TimeFinder
Nhóm đồng nhất TimeFinder (TF/CG) là cơ chế kiểm soát được sử dụng để tạo nhiều bản sao của nhiều dữ liệu gốc chính xác đúng một thời điểm. TF/CG sử dụng một tính năng của hệ điều hành Enginuity có tên là ECA để tạm thời dừng việc ghi của máy chủ vào các dữ liệu gốc trong một thời gian cực ngắn nhằm tạo bản sao.

### SRDF
Bộ sản phẩm SRDF (Công cụ nhân bản dữ liệu ra xa trên Symmetrix) cung cấp các giải pháp nhân bản dữ liệu phục hồi thảm họa và đảm bảo hoạt động liên tục với nhiều mức dịch vụ khác nhau. SRDF cung cấp khả năng đảm bảo các bản sao trên nhiều hệ thống cách xa nhau và không phụ thuộc vào máy chủ. Các hệ thống Symmetrix trong quan hệ SRDF có thể cùng trong một phòng, giữa các tòa nhà trong một khu, hoặc cách nhau hàng trăm tới hàng nghìn kilomet.
SRDF ánh xạ dữ liệu sản xuất từ nguồn (source) tới đích (target) hoàn toàn trong suốt với người dùng, ứng dụng, CSDL và máy chủ. Ổ đĩa nguồn thường được gọi là R1 được cấu hình để có quan hệ ánh xạ tới ổ đĩa đích R2 để tạo thành một cặp SRDF. Thông qua việc đảm bảo các bản sao của dữ liệu tại nhiều địa điểm khác nhau, SRDF cho phép các hoạt động sau có thể được thực hiện với ảnh hưởng tối thiểu tới hoạt động kinh doanh bình thường:
- Khởi động lại sau khi có thảm họa
- Thử nghiệm khởi động lại sau khi có thảm họa
- Phục hồi từ ngừng hoạt động theo kế hoạch
- Sao lưu dự phòng tại địa điểm ở xa
- Di chuyển Trung tâm dữ liệu
- Nhân bản và di chuyển dữ liệu

### Chất lượng dịch vụ (QoS)
Symmetrix cung cấp hai công cụ đảm bảo Chất lượng dịch vụ: Chia cache động và Kiểm soát ưu tiên Symmetrix. Tối ưu nguồn lực dựa trên cân bằng tải là phương thức hoạt động mặc định của Symmetrix trong môi trường ứng dụng tương đối đồng nhất. Tuy nhiên, việc tập hợp nhiều tải khác nhau trên cùng một tài nguyên lưu trữ ngày càng được nhiều đơn vị áp dụng và mục tiêu này đòi hỏi sự linh hoạt trong việc đối xử khác nhau với các ứng dụng khác nhau. Bộ nhớ cache và truy cập đĩa là các nguồn lực lưu trữ chính và vì vậy sẽ được áp dụng các cơ chế cô lập và ưu tiên. Khả năng thiết lập các ưu tiên về chia sẻ các tài nguyên này cho phép đạt được nhiều mục tiêu về quản lý lưu trữ.

#### Chia cache động
Với tính năng Chia cache động (DCP) các truy cập đòi hỏi nhiều cache sẽ được đảm bảo nhiều tài nguyên cache hơn và vì vậy tăng được khả năng tận dụng cache và cải thiện hiệu suất cho các truy cập đó. Các truy cập mà nếu sử dụng cache sẽ không hiệu quả sẽ được "rào" trong các lô cache có dung lượng nhỏ tránh ảnh hưởng tới các ứng dụng khác. Kết quả là tận dụng cache được tăng lên và đảm bảo hiệu suất lớn nhất cho các truy cập ưu tiên.
DCP cho phép chia cache theo dung lượng tuyệt đối hoặc theo các lô có khả năng thu nhỏ hoặc mở rộng dựa theo các thước đo về hiệu quả. Người dùng cũng có thể đặt lịch cho các thay đổi về cache để đáp ứng yêu cầu thay đổi chu kỳ kinh doanh.

#### Kiểm soát ưu tiên Symmetrix
Nhiều chiến lược được áp dụng để cải thiện hiệu suất trong tủ đĩa. Sử dụng bộ đệm ở mức đĩa cứng và sắp xếp các lệnh ghi là các phưuwong thức đã được phát triển để tối ưu truy cập đĩa cải thiện tốc độ. Tốc độ di chuyển đầu đọc nhanh hơn, tốc độ đĩa quay nhanh hơn và giảm độ trễ của giao diện là các nỗ lực để cân bằng dung lượng và tốc độ. Tất cả các phương thức này hoạt động tốt trong môi trường đồng nhất. Tuy vậy, Kiểm soát ưu tiên Symmetrix (SPC) được thiết kế để tạo ra sự khác biệt giữa các ứng dụng với yêu cầu đọc ghi khác nhau cho phép đặt các mức ưu tiên cho các ứng dụng trong trường hợp có tắc nghẽn về truy cập đĩa. SPC cho phép:
- Tốc độ đọc/ghi lớn hơn trong khi vẫn đảm bảo thời gian phản hồi cho ứng dụng ưu tiên
- Thời gian phản hồi không đổi cho ứng dụng ưu tiên (ngay cả khi bị nghẽn)
- Khai thác đĩa cân bằng giữa các cao điểm và thấp điểm
- Tận dụng đĩa cứng tốt hơn
- Sử dụng hiệu quả hơn các đĩa cứng có dung lượng cao hơn và tốc độ thấp hơn
- Khai thác đồng thời các ứng dụng ít quan trọng mà không ảnh hưởng tới ứng dụng quan trọng

### Cấp dung lượng ảo (Virtual Provisioning)
Cấp dung lượng ảo cho phép người dụng tạo ra các ổ đĩa ảo và cấp cho máy chủ từ các quỹ đĩa. Dung lượng thật sẽ được cấp phát khi máy chủ thực sự sử dụng.
Virtual Provisioning mang lại một loại đĩa mới mà máy chủ có thể truy cập gọi là ổ đĩa "mỏng" và có thể được sử dụng mhư một ổ đĩa bình thường. Khác với ổ đĩa thường, ổ đĩa mỏng không cần có dung lượng vật lý được cấp phát 100% tại thời điểm ổ đĩa mỏng được khởi tạo. Dung lượng vật lý mà ổ đĩa mỏng sử dụng được lấy từ một quỹ dung lượng theo yêu cầu thời gian thực.
Khi một lệnh ghi được thực hiện lên một phần của đĩa mỏng, Symmetrix sẽ cấp phát dung lượng vật lý từ quỹ và ghép dung lượng này vào ổ đĩa mỏng. Dung lượng vật lý được cấp theo từng đơn vị nhỏ gồm 12 track 64 KB (768KB).
Ổ đĩa mỏng được hỗ trợ với tất cả các hệ điều hành mở.
Phân tầng lưu trữ tự động hoàn toàn (FAST) tự động hóa phân tầng lưu trữ bằng cách di chuyển giữ liệu giữa các tầng khi các đặc tính hiệu suất thay đổi theo thời gian. FAST thực hiện tái cấu hình hệ thống, cải thiện hiệu suất và giảm chi phí trong khi vẫn đảm bảo mức dịch vụ. 

### Fully Automated Storage Tiering (FAST)
Được thiết kế để hoạt động trong môi trường truyền thống không áp dụng đĩa mỏng, FAST tự động hóa việc xác định các ổ đĩa chứa dữ liệu để di chuyển dữ liệu ứng dụng giữa các tầng có hiệu suất và dung lượng khác nhau. FAST chủ động giám sát tải trên các ổ đĩa để xác định các ổ đĩa "bận" để có thể di chuyển lên các tầng có hiệu suất cao hơn. Việc di chuyển lên xuống được thực hiện theo chính sách mà theo đó một nhóm lưu trữ được phân các mức RAID khác nhau. Dữ liệu được di chuyển mà không ảnh hưởng tới ứng dụng và các cơ chế bảo vệ dữ liệu.
FAST sử dụng ba thuật toán riêng biệt để xác định tầng hợp lý cho ổ đĩa gồm:
- Thuật toán tăng/giảm EFD
- Thuạt toán dự trên dung lượng
- Thuật toán FC/SATA

Mục tiêu của Thuật toán tăng/giảm EFD là tối ưu tận dụng ổ đĩa Flash trong tủ đĩa. Sau khi thực hiện xong thuật toán, tất cả các ổ đĩa trong tủ sẽ được liệt kê theo thứ tự về khả năng phục vụ tốt nhất nếu được cấu hình trên đĩa Flash. Sau đó, FAST sẽ cố gắng chuyển các ổ đĩa này lên ổ đĩa Flash.
Mục tiêu của thuật toán dựa trên dung lượng là áp đặt các nguyên tắc về lưu trữ của chính sách FAST. Chính sách này bị vi phạm khi có tỉ lệ đĩa trên một tầng lớn hơn chính sách cho phép.
Mục tiêu của thuật toán FC/SATA là cân bằng tận dụng hai công nghệ FC và SATA. Các ổ đĩa được sắp xếp theo thời gian phục vụ và các đĩa được sử dụng thường xuyên sẽ được chuyển tới các ổ đĩa ít được sử dụng nhất.
Nếu Optimizer được kích hoạt trên Symmetrix, các thuật toán truyền thống của Optimizer cũn sẽ được sử dụng để cân bằng tải trong một nhóm đĩa vật lý.
Có hai phương thức để chuyển một ổ đĩa từ tầng này sang tầng khác: Tráo đổi hoặc di chuyển.
Tráo đổi được thực hiện khi tầng đích không còn dung lượng trống và kết quả là một ổ đĩa khác sẽ bị chuyển khỏi tầng đích. Để đảm bảo bảo vệ dữ liệu cho các đích và gốc, một dung lượng DRV sẽ được sử dụng.
Khi có dung lượng trống trên tầng đích, di chuyển được thực hiện. Trong trường hợp này, chỉ có một đĩa tham gia và không cần dung lượng DRV.
Quản trị và vận hành FAST được thực hiện thông qua Giao diện quản trị Symmetrix (SMC) cũng như giao diện dòng lệnh (SYMCLI).

### LUN ảo
Công nghệ LUN ảo Symmetrix cho phép thực hiện chiến lược lưu trữ phân tầng bằng cách cho phép tái phân tầng bằng tay khi giá trị của dữ liệu thay đổi theo thời gian. LUN ảo hỗ trợ tái cấu hình hệ thống, cải thiện hiệu suất và tập hợp dữ liệu trong khi vẫn đảm bảo mức dịch vụ. LUN ảo kết hợp với Enginuity 5874 cho dòng Vmax hỗ trợ di chuyển dữ liệu giữa các tầng trong cùng tủ đĩa, giữa các nhóm RAID trong suốt với ứng dụng.
LUN ảo hỗ trợ hai phương thức di chuyển: di chuyển tới dung lượng chưa cấu hình và di chuyển tới dung lượng đã cấu hình. Trong mỗi trường hợp, di chuyển cho phép người dùng chuyển giữa liệu giữa ổ đĩa hiệu suất cao tới ổ đĩa dung lượng cao, hoặc tới các ổ đĩa mới và không phụ thuộc vào loại RAID.
LUN ảo hỗ trợ cả hệ điều hành mở và máy chủ lớn mainframe bao gồm cả các LUN ghép. LUN ảo tương thích với các ứng dụng nhân bản dữ liệu khác của Symmetrix như SRDF, TimeFinder/Clone, TimeFinder/Snap và Open Repicator. LUN ảo có thể được quản trị thông qua Giao diện quản trị Symmetrix (SMC) cũng như giao diện dòng lệnh (SYMCLI).